# 101 Reykjavík
101 Reykjavík är en isländsk komedifilm från 2000 i regi av Baltasar Kormákur. Filmen är baserad på Hallgrímur Helgasons roman med samma namn.

## Handling
Hlynur är 28 år, men bor fortfarande hemma hos mamma. Han har inget jobb och inga framtidsplaner. Om han vaknar före 16.00 är det ett misstag. Han går mest på krogen och försöker få ett ligg. Två kvinnor betyder mer än de andra. Det är Lola, hans mors älskarinna, och Holmfrid.

## Rollista (i urval)
- Victoria Abril – Lola
- Hilmir Snær Guðnason – Hlynur
- Hanna María Karlsdóttir – Berglind
- Þrúður Vilhjálmsdóttir – Hófi
- Baltasar Kormákur – Þröstur
- Ólafur Darri Ólafsson – Marri
- Þröstur Leó Gunnarsson – Brúsi
- Eyvindur Erlendsson – Hafsteinn
- Halldóra Björnsdóttir – Elsa
- Hilmar Jonsson – Magnús
- Jóhann Sigurðarson – Páll
- Edda Heidrún Backman – Pálls fru
- Guðmundur Ingi Þorvaldsson – Ellert

## Om filmen
Filmen hade världspremiär den 1 juni 2000 på Island och svensk premiär den 22 mars 2002 i Stockholm, Göteborg och Malmö. 101 är postnumret för Reykjaviks centrum, stadens äldsta del och hem för den isländska kultureliten.